# Liste der denkmalgeschützten Objekte in Linz-Pöstlingberg

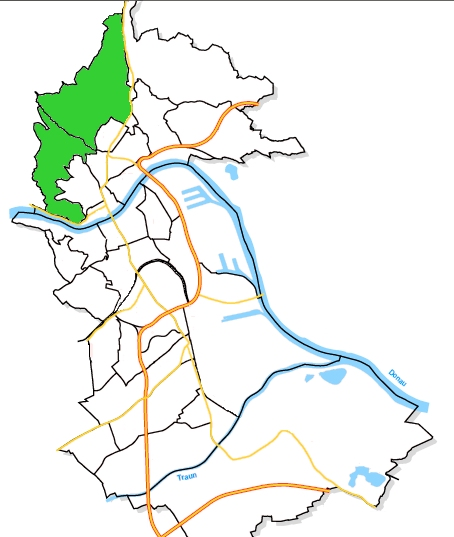
Die Katastralgemeinde Pöstlingberg (grün) innerhalb der Stadt Linz

Die Liste der denkmalgeschützten Objekte in Linz-Pöstlingberg enthält die 23 denkmalgeschützten, unbeweglichen Objekte der Linzer Katastralgemeinde Pöstlingberg, die dem gleichnamigen Stadtteil entspricht.
Die Zahl hinter dem Vermerk „Linz“ ist die Inventarnummer der Linzer Denkmaldatenbank, der Eintrag kann durch das Daraufklicken erreicht werden. Sofern kein anderer Beleg angegeben ist, stammen die Informationen in den Beschreibungstexten von dort.

## Denkmäler
| Foto |                 | Denkmal | Standort                                                       | Beschreibung | Metadaten |
| ---- | --------------- | --- | -------------------------------------------------------------- | --- | --- |
| ja   | Datei hochladen | Kirchenplatz - Stiegenanlage mit abschließender Balustrade, Steinstatue hl. Johannes Nepomuk, Substruktionen des Pfarrgartens HERIS-ID: 58354 Objekt-ID: 68942 | Am Pöstlingberg 1, bei Standort KG: Pöstlingberg               | Dieses Objekt umfasst den Umgebungsbereich der Kirche, insbesondere die Stiege zur Aussichtsterrasse, auf der sich eine Statue des hl. Johannes Nepomuk befindet. | BDA-Hist.: Q38082608 Status: Bescheid Stand der BDA-Liste: 2025-06-30 Name: Kirchenplatz - Stiegenanlage mit abschließender Balustrade, Steinstatue hl. Johannes Nepomuk, Substruktionen des Pfarrgartens GstNr.: 1025, 1034/1, 1016/6 Kirchenplatz - Stiegenanlage mit abschließender Balustrade, Steinstatue hl. Johannes Nepomuk, Substruktionen des Pfarrgartens |
| ja   | Datei hochladen | Pöstlingbergbahn HERIS-ID: 59950 Objekt-ID: 71649 | Landgutstraße 19 Bergbahnhof Standort KG: Pöstlingberg         | Die Pöstlingbergbahn wurde 1897 eröffnet und gilt als eine der steilsten Adhäsionsbahnen der Welt. Sie hat ihre Bergstation im Turm IV des Pöstlingberg-Forts. Anmerkung: Die Bahn verkehrt in den Katastralgemeinden Pöstlingberg und Urfahr. | BDA-Hist.: Q873726 Status: Bescheid Stand der BDA-Liste: 2025-06-30 Name: Pöstlingbergbahn GstNr.: 1208/1, 1208/2, 1208/4, 1208/5, .59, .90/6, .90/7, .163, 1103/3, 1191/11 Pöstlingbergbahn |
| ja   | Datei hochladen | Gründbergsiedlung HERIS-ID: 100820 Objekt-ID: 117094 Linz: 1753                                                                                                | Am Anger 6, 6a, 6b, 7, 7a Standort KG: Pöstlingberg            | Während der NS-Zeit im Jahr 1940 erbaute Wohnsiedlung, die an die ebenfalls denkmalgeschützte Harbachsiedlung auf der anderen Seite der Leonfeldner Straße anschließt. Die Gründbergsiedlung ist dem Geländeverlauf angepasst und besteht aus mehreren Häuserzeilen, deren architektonische Einzelformen einen betont ländlich-kleinbürgerlichen Charakter unterstreichen. | BDA-Hist.: Q37785819 Status: Bescheid Stand der BDA-Liste: 2025-06-30 Name: Gründbergsiedlung GstNr.: .318, .319, .320, .321, .322, 401/1, .323, .324, .325, .326, .327, 402/2, .305, .306, .307, .308, .309, .310, .311, .312, 404/2, .313, .314, .315, .316, .317, 390/2, 406/1, .362, .363, .364, .365, .366, .367, .368, .369, .370, .371, .372, .373, .374, .375, .376, .377, 386/3, 386/12, 386/13, 386/14, 411/12, 411/17, 1299/4, 1305/2, .329, .330, .331, .332, .333, .334, .335, .336, .337, .338, .339, .340, .341, .342, .343, .344, .345, .346, .347, .348, .349, .350, .351, .352, .353, .354, .355, .356, .357, .358, .359, .360, .361, 386/16, 408/1, 408/2, 410 Gründbergsiedlung |
| ja   | Datei hochladen | Pfarrhof HERIS-ID: 58355 Objekt-ID: 68943 | Am Pöstlingberg 1 Standort KG: Pöstlingberg                    | | BDA-Hist.: Q38082619 Status: Bescheid Stand der BDA-Liste: 2025-06-30 Name: Pfarrhof GstNr.: .68 Am Pöstlingberg 1 |
| ja   | Datei hochladen | Wallfahrtskirche zu den Sieben Schmerzen Mariae HERIS-ID: 52378 Objekt-ID: 58994 Linz: 626                                                                     | Am Pöstlingberg 1, bei Standort KG: Pöstlingberg               | Die Kirche wurde 1742–1747 von Johann Matthias Krinner erbaut, die Arbeiten an der Fassade dauerten allerdings noch an und bereits 1772 wurden Reparaturen durch Bodenabsenkungen notwendig; die Weihe erfolgte daher 1786. Es ist eine Kreuzkuppelkirche mit konvexem Chorschluss um einen oktogonalen Mittelraum. An der Frontseite hat die Kirche eine schlicht gestaltete Doppelturmfassade, wobei die Turmhelme in Stil der Neorenaissance von Raimund Jeblinger 1891 aufgesetzt wurden und ältere Pyramidenhelme ersetzten. | BDA-Hist.: Q14541112 Status: Bescheid Stand der BDA-Liste: 2025-06-30 Name: Kath. Filialkirche Sieben Schmerzen Mariae, Wallfahrtskirche auf dem Pöstlingberg GstNr.: .69 Wallfahrtskirche zu den Sieben Schmerzen Mariä (Pöstlingberg) |
| ja   | Datei hochladen | Wohnhaus HERIS-ID: 58356 Objekt-ID: 68944 | Am Pöstlingberg 2 Standort KG: Pöstlingberg                    | Das in der Substanz biedermeierliche, eingeschoßige, ländliche Wohnhaus mit Schopfwalmdach befindet sich hinter der Pfarrkirche. Bis 1937 war es als Photographenhäusl zur Anfertigung von Erinnerungsfotos von den Pöstlingbergbesuchern in Verwendung. | BDA-Hist.: Q38082629 Status: Bescheid Stand der BDA-Liste: 2025-06-30 Name: Wohnhaus GstNr.: .67/2 Am Pöstlingberg 2 |
| ja   | Datei hochladen | Wohnhaus HERIS-ID: 57434 Objekt-ID: 67481 | Am Pöstlingberg 5 Standort KG: Pöstlingberg                    | Das ländliche, eingeschoßige Biedermeierhaus hat teilweise wohl eine noch auf das 18. Jahrhundert zurückgehende Bausubstanz. Schopfwalmdach. | BDA-Hist.: Q38076434 Status: Bescheid Stand der BDA-Liste: 2025-06-30 Name: Wohnhaus GstNr.: .63 |
| ja   | Datei hochladen | Gasthaus Kirchenwirt HERIS-ID: 58357 Objekt-ID: 68945 Linz: 2769                                                                                               | Am Pöstlingberg 6 Standort KG: Pöstlingberg                    | Der Kirchenwirt dürfte etwa gleichzeitig mit der Wallfahrtskirche erbaut worden sein, die Ersterwähnung datiert auf 1747. 1877 und 1956 erfolgten Anbauten. Es ist ein dreigeschoßiges Gebäude mit Schopfwalmdach. | BDA-Hist.: Q38082640 Status: Bescheid Stand der BDA-Liste: 2025-06-30 Name: Gasthaus Kirchenwirt GstNr.: .62, 1031 |
| ja   | Datei hochladen | Bürgerhaus HERIS-ID: 58358 Objekt-ID: 68946 | Am Pöstlingberg 7 Standort KG: Pöstlingberg                    | Das Bürgerhaus steht in der zum Kirchenplatz ansteigenden, für die Struktur des Wallfahrtsortes charakteristischen, gestaffelten Baugruppe. Der traufständige, zweigeschoßige Bau mit mittlerem Zwerchgeschoß ist in der Substanz barock-biedermeierlich, er wurde 1905 mit Zwerchgeschoß und neuer Achsenaufteilung umgebaut. | BDA-Hist.: Q38082652 Status: Bescheid Stand der BDA-Liste: 2025-06-30 Name: Bürgerhaus GstNr.: .72 |
| ja   | Datei hochladen | Bürgerhaus HERIS-ID: 58359 Objekt-ID: 68947 Linz: 2770 | Am Pöstlingberg 8 Standort KG: Pöstlingberg                    | Das Bürgerhaus bildet den oberen Abschluss der zum Kirchenplatz ansteigenden, für die Struktur des Wallfahrtsortes charakteristischen, gestaffelten Baugruppe. Es befindet sich am Fuße der Wallfahrtskirche. Der zweigeschoßige, breit proportionierte, in der Substanz barock/biedermeierlich Bau hat ein Schopfwalmdach, das Haustor eine biedermeierliche Blechverdachung. Der Hakenanbau als Verkaufsgeschäft stammt aus der 2. Hälfte des 19. Jahrhunderts. Im Erdgeschoß befinden sich Tonnengewölbe. | BDA-Hist.: Q38082661 Status: Bescheid Stand der BDA-Liste: 2025-06-30 Name: Bürgerhaus GstNr.: .70 |
| ja   | Datei hochladen | Bürgerhaus, ehem. Löbelstöckl HERIS-ID: 58360 Objekt-ID: 68948                                                                                                 | Am Pöstlingberg 10 Standort KG: Pöstlingberg                   | Das Gebäude gehörte ursprünglich zum gegenüberliegenden Kirchenwirt, es waren darin Stallungen und Fremdenzimmer untergebracht. 1892 wurde das Gebäude aufgestockt. | BDA-Hist.: Q38082672 Status: Bescheid Stand der BDA-Liste: 2025-06-30 Name: Bürgerhaus, ehem. Löbelstöckl GstNr.: .60 |
| ja   | Datei hochladen | Villa HERIS-ID: 58361 Objekt-ID: 68949 Linz: 2771 | Am Pöstlingberg 11 Standort KG: Pöstlingberg                   | Die Villa Schöfdoppler-Casagrande wurde 1901 nach Plänen der Münchner Architekten Fritz Hessemer und Johannes von Schmidt erbaut. Der Bau mit unregelmäßiger Achsenverteilung und einer reich gegliederten Dachlandschaft mit kugelförmigen Zieraufsätzen wird durch einen Eckturm, einen seitlichen Vorbau und einen Portalportikus gegliedert. Die Fassaden weisen teils einfache, rechteckige, teils Korbbogenfenster und ein schmiedeeisernes Balkongitter mit sezessionistischen Motiven auf. An der zur Stadt abfallenden Ostseite befinden sich starke Substruktionen, darüber eine einfach gegliederte Fassade mit einem zweiachsigen übergiebelten Mittelvorbau. | BDA-Hist.: Q38082684 Status: Bescheid Stand der BDA-Liste: 2025-06-30 Name: Villa GstNr.: .125 Am Pöstlingberg 11, Linz |
| ja   | Datei hochladen | Pöstlingberghotel mit Brunnen HERIS-ID: 52379 Objekt-ID: 58995 Linz: 2772                                                                                      | Am Pöstlingberg 14 Standort KG: Pöstlingberg                   | Das „Pöstlingbergschlössl“ ist an das Fort angebaut. Es wurde 1898 von Fritz Hessemer und Johannes von Schmidt erbaut. Zur Stadt hin ist das Gebäude durch einen Turm akzentuiert, auf der anderen Seite durch einen überhöhten Erker mit überkuppeltem Dachaufsatz. In den unteren Geschoßen des Hauptbaukörpers sowie in den oberen Geschoßen des Turms befinden sich breite Rundbogenöffnungen, der Turm weist ferner abgetreppte Stiegenhausfenster auf, zwischen denen sich ein barockisierendes Ornament mit dem Erbauungsjahr befindet. Die Parapetfelder unterhalb der Fenster sind hingegen gotisierend gestaltet. Im Hof befindet sich ein elaborierter Zierbrunnen mit zwei Schalen. | BDA-Hist.: Q33067628 Status: Bescheid Stand der BDA-Liste: 2025-06-30 Name: Pöstlingberghotel mit Brunnen GstNr.: .90/1,1024/7 Pöstlingberghotel |
| ja   | Datei hochladen | Bastion, Fort, Grottenbahn HERIS-ID: 58353 Objekt-ID: 68941 | Am Pöstlingberg 13, 15, 16 Standort KG: Pöstlingberg           | Das Fort am Pöstlingberg ist das markanteste Bauwerk der Turmbefestigung Linz und besteht aus sechs mit römischen Ziffern bezeichneten Türmen. Im Turm II (Beatrix) wurde 1906 eine Grottenbahn (Linzer Grottenbahn) errichtet. Ferner befinden sich hier noch Turm I (Othilie), der nur mehr rudimentär erhaltene Turm II (Julia), Turm III (Maria) mit Endstation der Pöstlingbergbahn, Turm V (Euphemia) mit Aussichtsterrasse und Turm VI (Nothburga) mit integriertem Wohnhaus. | BDA-Hist.: Q113535646 Status: Bescheid Stand der BDA-Liste: 2025-06-30 Name: Bastion, Fort, Grottenbahn GstNr.: .90/2, 1022/4, 1020/2, 1020/16, .90/3, 1016/4, 1024/3, .217, .90/4, .59, 1208/5, 1016/3, 1016/8, 1024/6, 1333/25, 1016/5, 1016/7, 1016/9, 1016/13, .90/5, 1016/1, 1016/15, 1024/1 Fort Pöstlingberg (Turmbefestigung Linz) |
| ja   | Datei hochladen | Befestigte Höhensiedlung Gründberg HERIS-ID: 112195 Objekt-ID: 130267                                                                                          | Flur Gründberg Standort KG: Pöstlingberg                       | Auf dem Gründberg befinden sich die Überreste einer latènezeitlichen Höhensiedlung. Anmerkung: Die verwendeten Koordinaten verweisen auf das Grundstück mit der Nummer 122/26. | BDA-Hist.: Q15123563 Status: Bescheid Stand der BDA-Liste: 2025-06-30 Name: Befestigte Höhensiedlung Gründberg GstNr.: 40, 41/1,41/3, 41/5, 41/8, 45/1, 45/2, 48/1, 50/1, 51/1, 52/2, 53, 56, 58, 61/1, 61/2, 62/1, 63/1, 63/2, 63/3, 63/4, 63/5, 64/1, 64/2, 64/3, 64/4, 64/5, 65/1, 65/2, 65/3, 66/1, 66/2, 66/3, 66/4, 66/5, 66/6, 66/7, 68, 101, 104, 105, 106, 107, 108, 109, 110, 111/1, 11/2, 11/3, 111/4, 116, 119/1, 120/2, 122/1, 122/2, 122/4, 122/5, 122/6, 122/9, 122/10, 122/11, 122/12, 122/13, 122/14, 122/15, 122/18,122/20, 122/22, 122/24, 122/25, 122/26, 122/27, 122/28, 122/30, 122/31, 122/32, 122/34, 122/36, 122/45, 122/46, 123/1, 123/2, 123/5, 128/1, 128/3, 131, 132, 133/1, 134, 142, 143, 152/1, 153/1, 245/1, 247/1, 247/2, 247/4, 247/13, 1296/2, 1299/5, 1299/7, 849 Oppidum von Gründberg |
| ja   | Datei hochladen | Kath. Pfarrkirche hl. Markus HERIS-ID: 101946 Objekt-ID: 118296 Linz: 640                                                                                      | Gründbergstraße 2 Standort KG: Pöstlingberg                    | Das Kirchengebäude wurde 1979–1981 nach Plänen von Erich Scheichl und Franz Treml erbaut. Sie gruppiert sich an einem kreisförmigen Platz mit Pfarrsaal und Pfarrbibliothek zu einem Gebäudekomplex. Der Grundriss ist unregelmäßig, auch die Aufbauten sind polygonal. Der Bau wird von einer kupfernen, turmartigen Laterne bekrönt. | BDA-Hist.: Q19682611 Status: § 2a Stand der BDA-Liste: 2025-06-30 Name: Kath. Pfarrkirche hl. Markus GstNr.: 308/2 Kath. Pfarrkirche Hl. Markus |
| ja   | Datei hochladen | Harbachsiedlung 2. Teil HERIS-ID: 101608 Objekt-ID: 117944 | Leonfeldner Straße 94–130b, ger. Nr. Standort KG: Pöstlingberg | Während der NS-Zeit in den Jahren 1940–1942 erbaute Wohnsiedlung, deren Architekten Paul Gedon (Riesenblöcke Leonfeldner Straße 94-130), Bruno Biehler (Leonfeldner Straße 66-92) und Fritz Norkauer (Leonfeldner Straße 99-107) unter Reichsbaurat Roderich Fick waren. Die Harbachsiedlung ist die erste derart große Wohnhausanlage in Linz und stellt zudem eine Ausnahme zum sonst im Nationalsozialismus üblichen Antiurbanismus (Kleinsiedlungswesen) dar; vielmehr orientiert sich die vierflügelige geschlossene Blockverbauung mit großen Innenhöfen am traditionellen oberösterreichischen Vierkanter. Glatte Fassaden mit sparsamen Gliederungselementen geben der langgestreckten, insgesamt (Teil 1 und 2) aus fünf Baublöcken mit sechs Verbindungsbauten bestehenden Siedlung ein monumentales Aussehen. Markantes Element sind die mehrjochigen Hofdurchfahrten mit Tonnengewölben auf mächtigen Mittelpfeilern und breiten Rundbogenportalen mit Steinrahmung, Keilsteinen und Radabweisern. Die Stiegenhauszugänge sind durch schmale, steinerne Rechteckportale gerahmt und haben häufig Oberlichten und Holztüren, im Inneren findet man teilweise noch Stiegenhäuser mit abgefasten Holzstiegen und -geländern. Die Harbachsiedlung erstreckt sich über die Katastralgemeinden Urfahr und Pöstlingberg. | BDA-Hist.: Q61037534 Status: Bescheid Stand der BDA-Liste: 2025-06-30 Name: Harbachsiedlung 2. Teil GstNr.: .379, .380, .381, .382, .383, .384, .385, .386, .387, .388, .389, .390, .391, .392, .393, .394,.395, .396, .397, .398, .399, .400, .401, .402, .403, .404, .405, .406, .407, .408, .409, .410, .411, .412,.413, .414, .415, .416, .417, .418, .419, .420, .421, .422, .423, .424, .425, .426, .427, .428, .429, .430, .431, 384/1 1 Harbachsiedlung 2. Teil |
| ja   | Datei hochladen | Pöstlingbergschule HERIS-ID: 78282 Objekt-ID: 91940 Linz: 2979                                                                                                 | Samhaberstraße 48 Standort KG: Pöstlingberg                    | Die ehemalige Gemeinde Pöstlingberg ließ diese Schule in den Jahren 1901 bis 1902 errichten. Der späthistoristische Bau hat eine zur Straße vorspringenden breiten Giebel. Die vierachsige Fassade des Giebels ist durch Gesimsbänder und farblich abgesetzte Mauerbänder gegliedert. | BDA-Hist.: Q38151809 Status: § 2a Stand der BDA-Liste: 2025-06-30 Name: Pöstlingbergschule GstNr.: .57, 1020/11 Pöstlingbergschule |
| ja   | Datei hochladen | Feuerwehrgebäude, ehem. Amtsgebäude HERIS-ID: 92292 Objekt-ID: 107210 Linz: 2980                                                                               | Samhaberstraße 50 Standort KG: Pöstlingberg                    | Das schlichte Gebäude mit Schopfwalmdach wurde 1903 als Amtsgebäude für die damals noch selbständige Gemeinde Pöstlingberg erbaut und später als Feuerwehrstützpunkt adaptiert. | BDA-Hist.: Q37759415 Status: § 2a Stand der BDA-Liste: 2025-06-30 Name: Feuerwehrgebäude, ehem. Amtsgebäude GstNr.: .128 Feuerwehrgebäude (Pöstlingberg) |
| ja   | Datei hochladen | Flur-/Wegkapelle HERIS-ID: 102111 Objekt-ID: 118470 | bei Samhaberstraße 50 Standort KG: Pöstlingberg                | | BDA-Hist.: Q37789836 Status: § 2a Stand der BDA-Liste: 2025-06-30 Name: Flur-/Wegkapelle GstNr.: 1020/1 |
| ja   | Datei hochladen | Villa Angelo von Crippa HERIS-ID: 46206 Objekt-ID: 47925 Linz: 2989                                                                                            | Schablederweg 79, 81 Standort KG: Pöstlingberg                 | Die Villenanlage wurde im Jahr 1898 von Raimund Jeblinger für den Rechtsanwalt Angelo von Crippa errichtet. Sie besteht aus zwei Gebäuden, deren Erdgeschoße aus Granitmauerwerk und deren Obergeschoße aus Holz bestehen. | BDA-Hist.: Q38019817 Status: Bescheid Stand der BDA-Liste: 2025-06-30 Name: Villa Angelo von Crippa GstNr.: .165, .121 |
| ja   | Datei hochladen | Villa HERIS-ID: 46205 Objekt-ID: 47924 Linz: 2991 | Schablederweg 84 Standort KG: Pöstlingberg                     | Die Villa wurde 1904 von Matthäus Schlager errichtet. Sie hat ein Satteldach mit Gaupen und markantem Dachreiter, einen umlaufenden Holzbalkon im Obergeschoß, hinter dem sich eine Loggia befindet und einen Stiegenhausvorsprung. Einer der Erdgeschoßfenster weist ein sorgfältig geschmiedetes klassizistisches Fenstergitter auf. | BDA-Hist.: Q38019807 Status: Bescheid Stand der BDA-Liste: 2025-06-30 Name: Villa GstNr.: 1091/8 |
| ja   | Datei hochladen | Mariensäule HERIS-ID: 102042 Objekt-ID: 118398 | gegenüber Schablederweg 3 Standort KG: Pöstlingberg            | | BDA-Hist.: Q37789722 Status: § 2a Stand der BDA-Liste: 2025-06-30 Name: Mariensäule GstNr.: 1333/8 Mariensäule (Urbanskistraße) |